# Bertrand Goldschmidt
Pour les articles homonymes, voir Goldschmidt.
Bertrand Goldschmidt est un chimiste français né à Paris 17e le 2 novembre 1912 et mort à Paris 13e le 11 juin 2002. Il a activement participé aux recherches atomiques françaises pendant et après la Seconde Guerre mondiale.

## Biographie
Bertrand Goldschmidt est né à Paris le 2 novembre 1912 d'une mère française et d'un père belge d'origine juive.
Il intègre l'École supérieure de physique et chimie de Paris en 1932 et est recruté à l'Institut du Radium en 1933 par Marie Curie en tant que préparateur. Il y obtient son doctorat en 1940.
Durant la Seconde Guerre mondiale, il est affecté dans un laboratoire militaire à Poitiers puis est fait prisonnier par les Allemands qui le relâchent par la suite lui permettant de passer en zone libre. Il enseigne ensuite un moment à Montpellier avant d'être révoqué par le gouvernement de Vichy en application du statut des juifs. Il émigre alors aux États-Unis et débarque à New York en mai 1941 où il s'engage dans les Forces Françaises Libres.
Enrico Fermi lui propose par la suite de rejoindre, à l'université Columbia, le groupe de scientifiques travaillant sur le projet qui donnera naissance, quelque temps après, à la première réaction nucléaire en chaine auto-entretenue dans le réacteur Chicago Pile-1 (CP-1). Malgré le veto du gouvernement américain qui refuse la participation d'un Français, il rejoint le groupe en juillet 1942. Ce sera l'unique Français à participer au Projet Manhattan sur le sol américain. Il y travaille, dans le groupe de Glenn Seaborg, à la mise au point du procédé PUREX de séparation du plutonium et de l'uranium et participe à l'extraction des premiers grammes de plutonium produits dans CP-1.
Il rejoint par la suite, le programme nucléaire anglo-canadien (groupe de Montréal) au Canada où il retrouve d'autres Français comme Hans von Halban, Jules Guéron, Pierre Auger et Lew Kowarski qui les rejoindra en 1944.
Le 11 juillet 1944, dans une arrière-salle du consulat français d’Ottawa, avec Pierre Auger et Jules Guéron, ils informent le général de Gaulle du programme nucléaire secret des Américains, le Projet Manhattan, et des perspectives ouvertes par la fission nucléaire.
Il contribue au développement du premier réacteur nucléaire canadien ZEEP qui diverge en septembre 1945. Il revient en France en 1946.
Bertrand Goldschmidt est un des créateurs du Commissariat à l'énergie atomique en 1945. En novembre 1949, lui et ses collaborateurs, Pierre Regnaut, Jean Sauteron et André Chesne extraient les premiers milligrammes de plutonium du combustible irradié de la pile Zoé à l'usine du Bouchet, étape essentielle pour la fabrication de la bombe atomique française.
Au CEA, Bertrand Goldschmidt dirige le département de chimie et est chargé des relations extérieures jusqu'en 1960. Il est l'auteur de nombreux ouvrages sur l'histoire du développement de l'énergie nucléaire. Il est le représentant français dans le Bureau des Gouverneurs de l'Agence internationale de l'énergie atomique de 1958 à 1980.

## Publications
- Étude du fractionnement par cristallisation mixte à l'aide des radioéléments, Faculté des sciences de Paris, doctorat ès sciences physiques, Paris, Masson, 1939.
- « Conclusion sur Bikini », Atomes no 9, 1946.
- « La purification de l’uranium », Atomes no 15, 1949.
- Conférence sur les conséquences de la découverte de l'énergie atomique, Centre européen de la Dotation Carnegie pour la paix internationale, 1949.
- Les Premières piles atomiques et la pile de Chatillon : L'avenir de l'énergie atomique et les applications pacifiques, Paris, Hôtel de la Société, 1950.
- « Le cycle de l’uranium », Atomes no 85, 1953.
- L'Industrie chimique de l'uranium en France, Gif sur Yvette, Centre d'études nucléaires de Saclay, 1955.
- L'avenir de l'énergie nucléaire, débat public à Vienne, avec John Cockcroft et Henri Bhabha, Vienne,  1959.
- L'Énergie atomique, Paris, Institut d'études politiques, 1960.
- L'aventure atomique : ses aspects politiques et techniques, Paris, Fayard, 1962.
- The atomic adventure : its political and technical aspects, traduction par Peter Beer, Oxford, Pergamon,  1964.
- Les rivalités atomiques : 1939-1966, Fayard, 1967.
- Peaceful nuclear relations : a study of the creation and the erosion of confidence, New York, The Rockefeller Foundation, 1978.
- Le Complexe atomique : histoire politique de l’énergie nucléaire, Fayard, 1980.
- « Les premiers milligrammes de plutonium », La Recherche no 131, 1982.
- Pionniers de l'atome, Paris, Stock, 1987.